# Diaspis muntingii
Diaspis muntingii är en insektsart som beskrevs av Fonseca 1973. Diaspis muntingii ingår i släktet Diaspis och familjen pansarsköldlöss. Inga underarter finns listade i Catalogue of Life.